# Miguel Calmon Dupin e Almeda
Miguel Calmon Dupin e Almeda (Santo Amaro, 23 ottobre 1796 – Rio de Janeiro, 13 settembre 1865) è stato un politico brasiliano, marchese di Abrantes.
Giurista e diplomatico, ebbe un ruolo importante nell'assetto del Brasile dopo la sua indipendenza e fu più volte ministro di Pietro II del Brasile.